# Antist
Antist est une commune française située dans le centre du département des Hautes-Pyrénées, en région Occitanie. Sur le plan historique et culturel, la commune est dans la province du Haut-Adour, autrefois incluse dans l’ancien comté de Bigorre.
Il s’agit d’une zone montagneuse constituée des prolongements occidentaux des massifs de Néouvielle et de l’Arbizon. Exposée à un climat de montagne, elle est drainée par le canal d'Alaric, l'Arrêt-Darré et par deux autres cours d'eau. La commune possède un patrimoine naturel remarquable composé de deux zones naturelles d'intérêt écologique, faunistique et floristique.
Antist est une commune rurale qui compte 187 habitants en 2022, après avoir connu une forte hausse de la population depuis 1962. Elle fait partie de l'aire d'attraction de Tarbes. Ses habitants sont appelés les Antistois ou  Antistoises ou Millassés.

## Géographie

### Localisation
La commune d'Antist se trouve dans le département des Hautes-Pyrénées, en région Occitanie.
Elle se situe à 13 km à vol d'oiseau de Tarbes, préfecture du département, et à 6 km de Bagnères-de-Bigorre, sous-préfecture.
Les communes les plus proches sont : 
Ordizan (1,1 km), Montgaillard (1,8 km), Trébons (1,8 km), Hiis (2,8 km), Vielle-Adour (3,2 km), Orignac (3,5 km), Pouzac (3,5 km), Hauban (3,9 km).
Sur le plan historique et culturel, Antist fait partie de la province historique du Haut-Adour, autrefois incluse dans l’ancien comté de Bigorre. Il s’agit d’une zone montagneuse constituée des prolongements occidentaux des massifs de Néouvielle et de l’Arbizon,.
| Montgaillard |         |         |
|              | Antist  | Orignac |
|              | Ordizan |         |

### Hydrographie

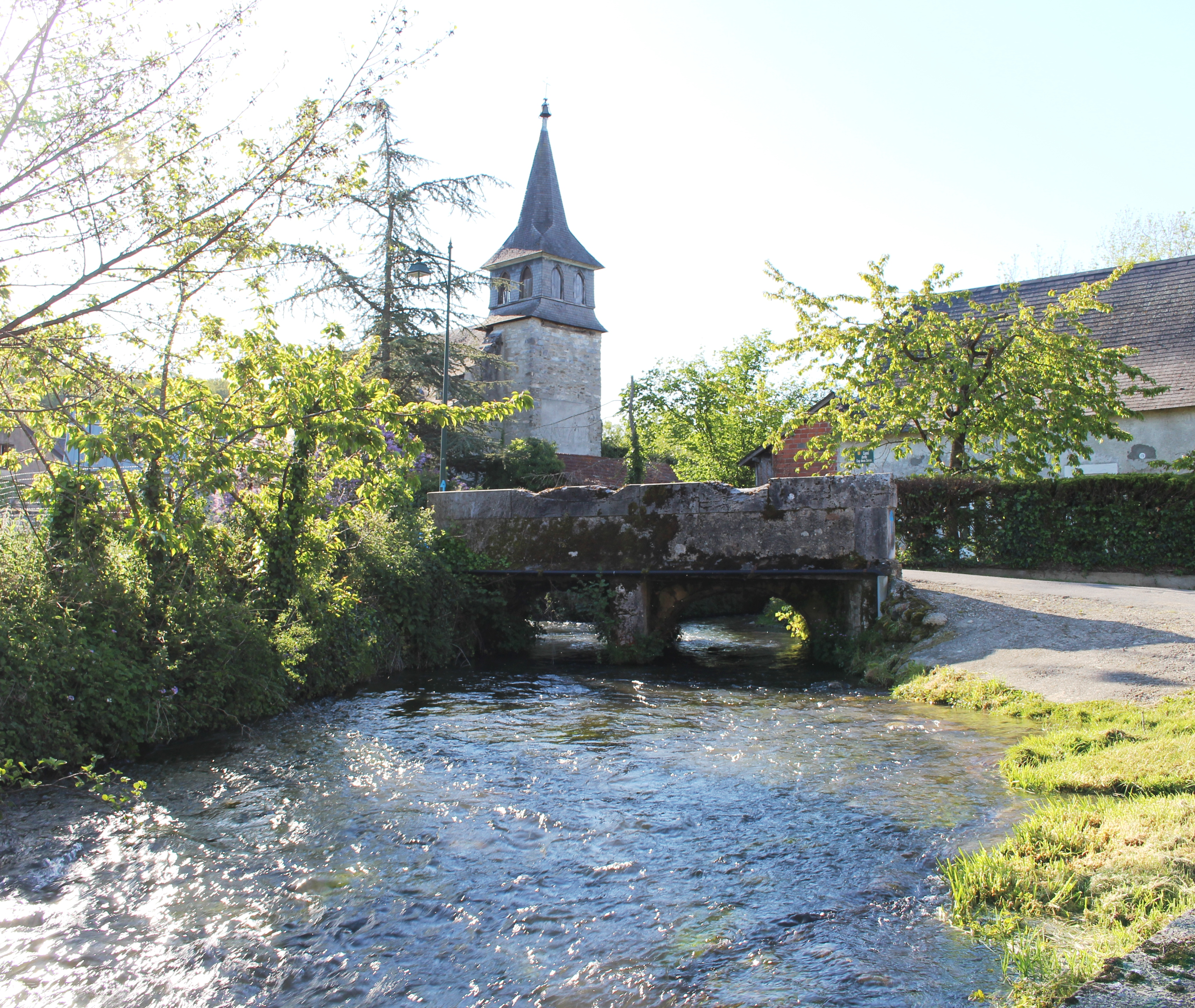
Le canal d'Alaric.

Elle est drainée par le canal d'Alaric, l'Arrêt-Darré, le ruisseau de l'arrézous et par un petit cours d'eau, constituant un réseau hydrographique de 3 km de longueur totale,.
Le canal d'Alaric, d'une longueur totale de 73,7 km, prend sa source dans la commune de Pouzac et s'écoule du sud vers le nord. Il traverse la commune et se jette dans l'Adour à Izotges, après avoir traversé 38 communes.
L'Arrêt-Darré, d'une longueur totale de 25,5 km, prend sa source dans la commune de Pouzac et s'écoule du sud vers le nord. Il traverse la commune et se jette dans l'Arros à Goudon, après avoir traversé 23 communes.

### Climat
Le climat est tempéré de type océanique, en raison de l'influence proche de l'océan Atlantique situé à peu près 150 km plus à l'ouest. La proximité des Pyrénées fait que la commune profite d'un effet de foehn, il peut aussi y neiger en hiver, même si cela reste inhabituel.
| Mois                              | jan.  | fév.  | mars  | avril | mai   | juin  | jui.  | août  | sep.  | oct.  | nov.  | déc.  | année   |
| --------------------------------- | ----- | ----- | ----- | ----- | ----- | ----- | ----- | ----- | ----- | ----- | ----- | ----- | ------- |
| Température minimale moyenne (°C) | 0,6   | 1,3   | 2,7   | 5,2   | 8,3   | 11,6  | 14,1  | 13,9  | 11,7  | 8     | 3,6   | 1,3   | 6,9     |
| Température moyenne (°C)          | 5,3   | 6,1   | 7,8   | 10    | 13,3  | 16,7  | 19,3  | 19    | 17,2  | 13,3  | 8,5   | 5,8   | 11,9    |
| Température maximale moyenne (°C) | 9,9   | 11    | 12,9  | 14,8  | 18,3  | 21,7  | 24,5  | 24    | 22,6  | 18,6  | 13,4  | 10,4  | 16,8    |
| Ensoleillement (h)                | 108,8 | 118,8 | 155,6 | 157,2 | 181,3 | 191,5 | 215,5 | 196,4 | 194,5 | 164,4 | 124,4 | 104,4 | 1 912,8 |
| Précipitations (mm)               | 112,8 | 97,5  | 100,2 | 105,7 | 113,6 | 80,7  | 57,3  | 70,3  | 71    | 85,2  | 93    | 112,1 | 1 099,4 |

### Milieux naturels et biodiversité
L’inventaire des zones naturelles d'intérêt écologique, faunistique et floristique (ZNIEFF) a pour objectif de réaliser une couverture des zones les plus intéressantes sur le plan écologique, essentiellement dans la perspective d’améliorer la connaissance du patrimoine naturel national et de fournir aux différents décideurs un outil d’aide à la prise en compte de l’environnement dans l’aménagement du territoire.
Une ZNIEFF de type 1 est recensée sur la commune,
le « réseau hydrographique de l'Arrêt-Darré » (63 ha), couvrant 13 communes du département et une ZNIEFF de type 2,,
le « plateau et vallons des Coustalats » (7 832 ha), couvrant 25 communes du département.

## Urbanisme

### Typologie
Au 1er janvier 2024, Antist est catégorisée commune rurale à habitat dispersé, selon la nouvelle grille communale de densité à sept niveaux définie par l'Insee en 2022.
Elle est située hors unité urbaine. Par ailleurs la commune fait partie de l'aire d'attraction de Tarbes, dont elle est une commune de la couronne,. Cette aire, qui regroupe 153 communes, est catégorisée dans les aires de 50 000 à moins de 200 000 habitants,.

### Occupation des sols
L'occupation des sols de la commune, telle qu'elle ressort de la base de données européenne d’occupation biophysique des sols Corine Land Cover (CLC), est marquée par l'importance des territoires agricoles (65,7 % en 2018), une proportion identique à celle de 1990 (65,7 %). La répartition détaillée en 2018 est la suivante : 
zones agricoles hétérogènes (47,3 %), forêts (34,3 %), terres arables (11,2 %), prairies (7,1 %).
L'IGN met par ailleurs à disposition un outil en ligne permettant de comparer l’évolution dans le temps de l’occupation des sols de la commune (ou de territoires à des échelles différentes). Plusieurs époques sont accessibles sous forme de cartes ou photos aériennes : la carte de Cassini (XVIIIe siècle), la carte d'état-major (1820-1866) et la période actuelle (1950 à aujourd'hui).

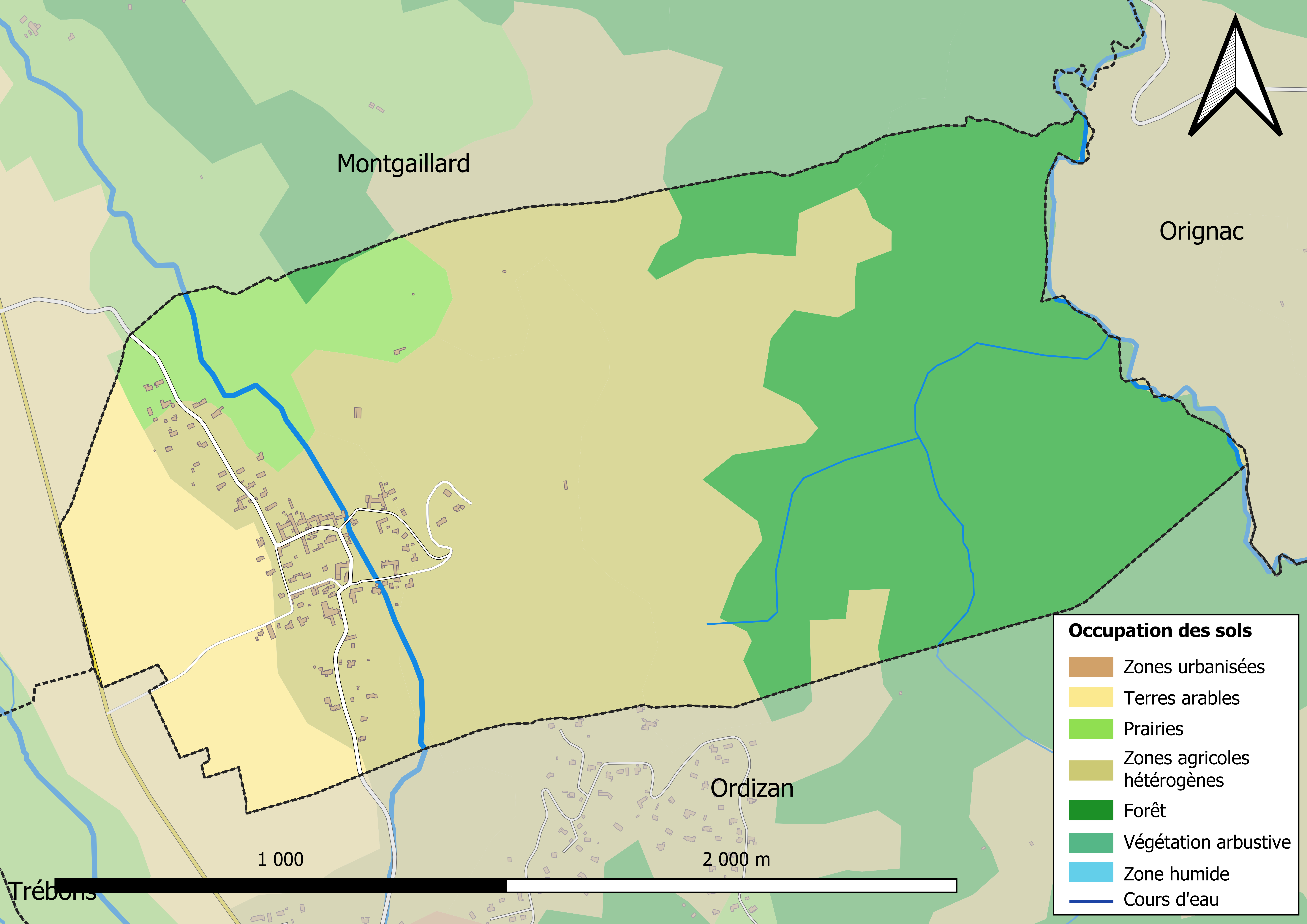
Carte des infrastructures et de l'occupation des sols en 2018 (CLC) de la commune.
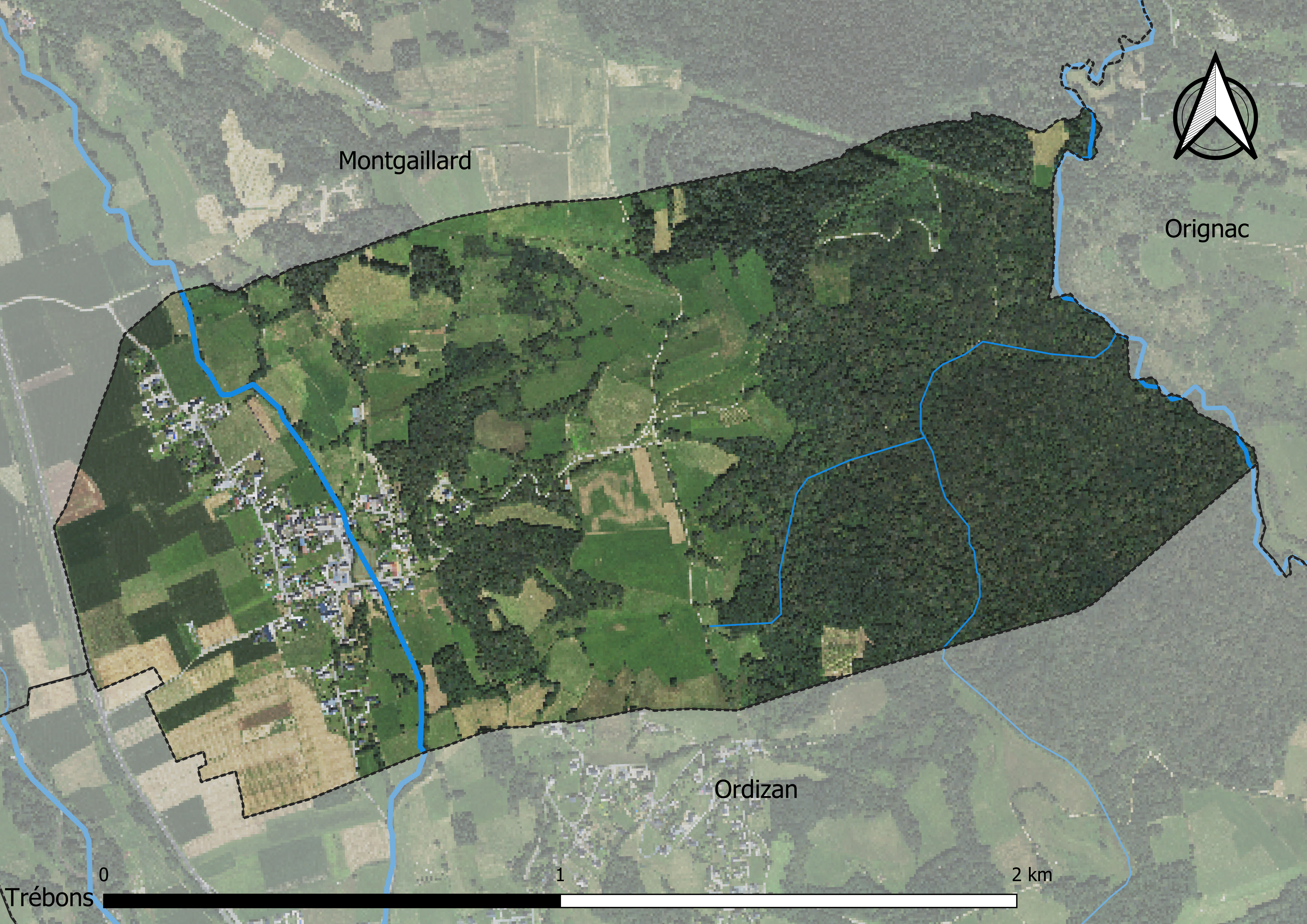
Carte orthophotogrammétrique de la commune.

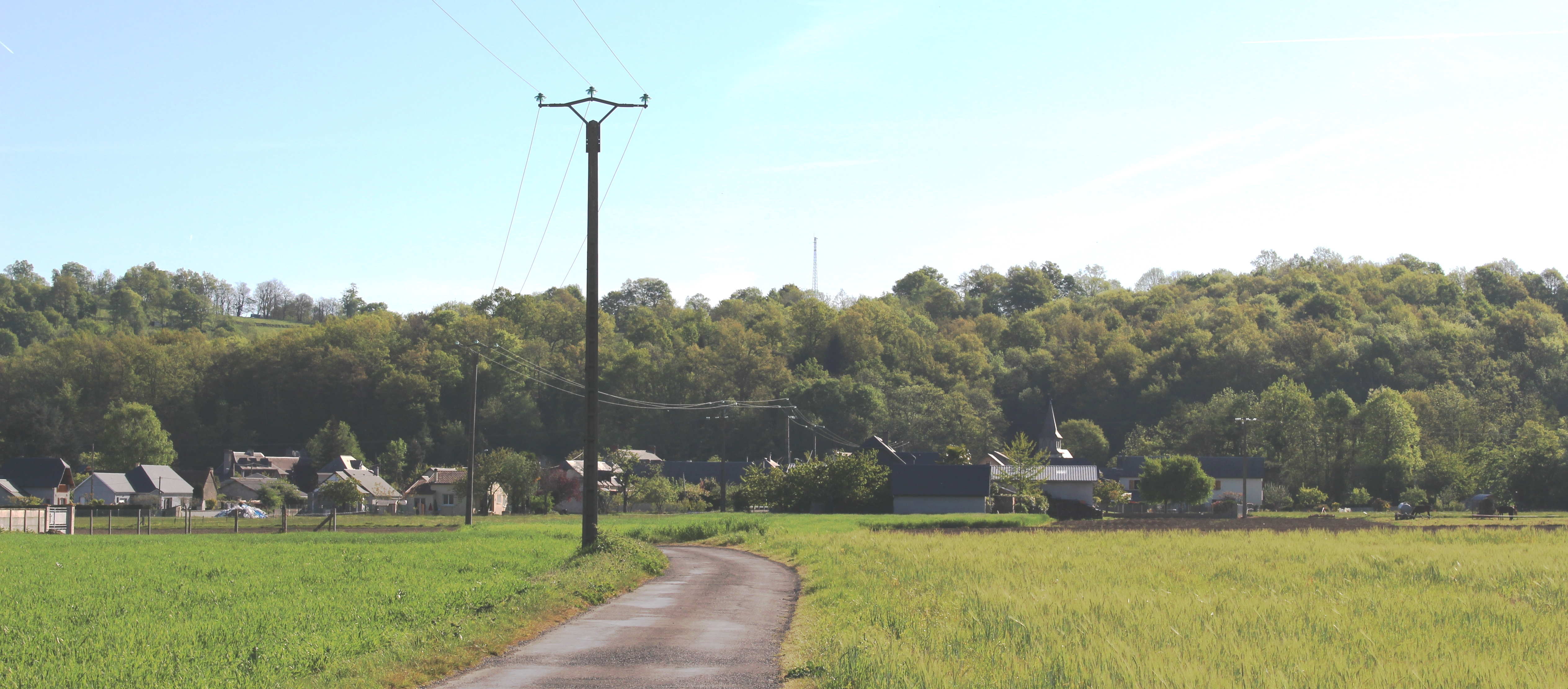
Vue du chemin d'accès.

### Logement

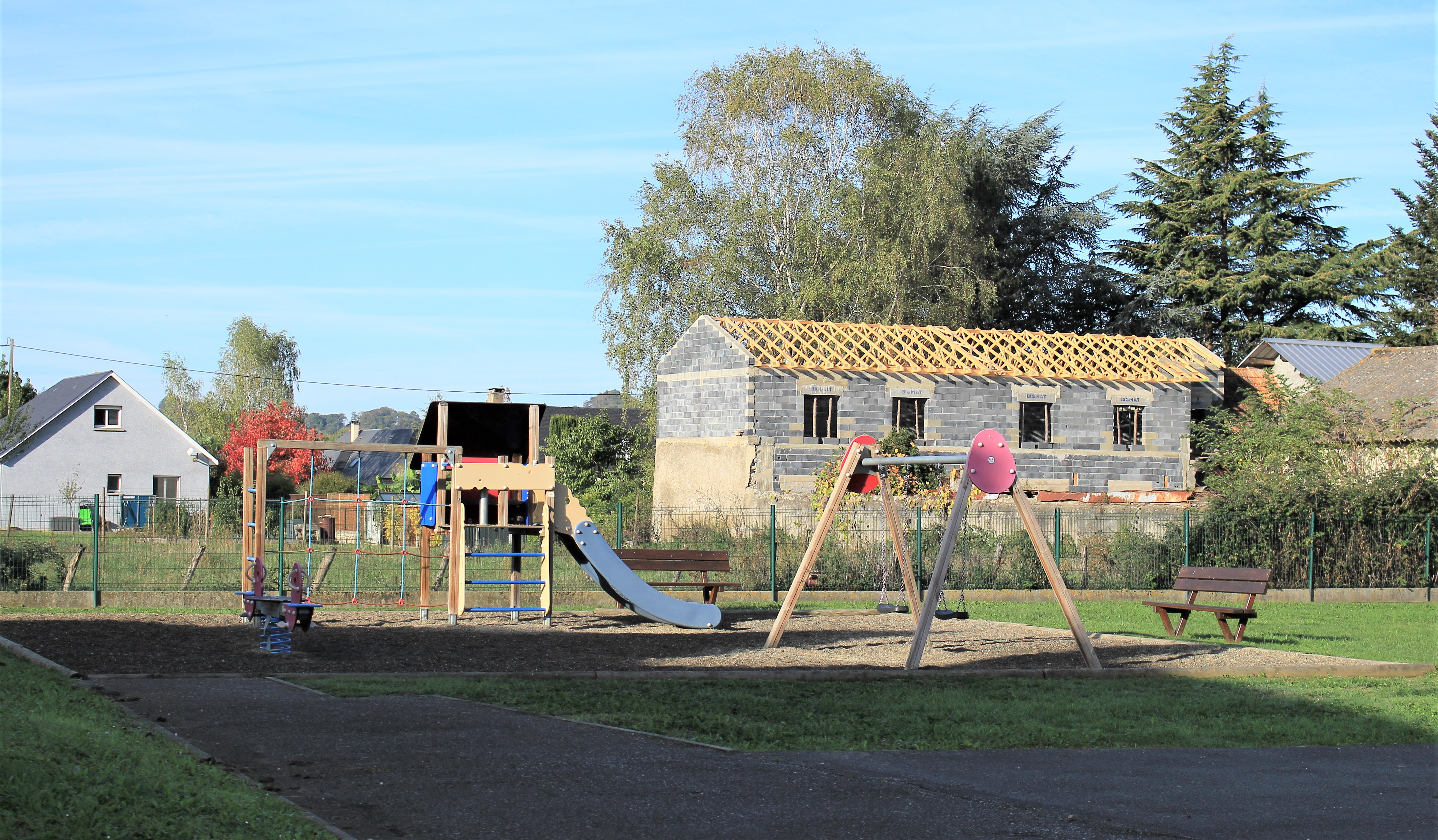
L'aire de jeux.

En 2012, le nombre total de logements dans la commune est de 64.

Parmi ces logements, 84.4 % sont des résidences principales, 9.4 % des résidences secondaires et 6.3 % des logements vacants.

### Voies de communication et transports
Cette commune est desservie par les routes départementales D 8 et D 87.

### Risques majeurs
Le territoire de la commune d'Antist est vulnérable à différents aléas naturels : météorologiques (tempête, orage, neige, grand froid, canicule ou sécheresse), inondations, feux de forêts, mouvements de terrains et séisme (sismicité moyenne). Un site publié par le BRGM permet d'évaluer simplement et rapidement les risques d'un bien localisé soit par son adresse soit par le numéro de sa parcelle.
Certaines parties du territoire communal sont susceptibles d’être affectées par le risque d’inondation par débordement de cours d'eau, notamment le canal d'Alaric et l'Arrêt-Darré. La cartographie des zones inondables en ex-Midi-Pyrénées réalisée dans le cadre du XIe Contrat de plan État-région, visant à informer les citoyens et les décideurs sur le risque d’inondation, est accessible sur le site de la DREAL Occitanie. La commune a été reconnue en état de catastrophe naturelle au titre des dommages causés par les inondations et coulées de boue survenues en 1982, 1988, 1999 et 2009,.
Antist est exposée au risque de feu de forêt. Un plan départemental de protection des forêts contre les incendies a été approuvé par arrêté préfectoral le 21 avril 2020 pour la période 2020-2029. Le précédent couvrait la période 2007-2017. L’emploi du feu est régi par deux types de réglementations. D’abord le code forestier et l’arrêté préfectoral du 27 octobre 2014, qui réglementent l’emploi du feu à moins de 200 m des espaces naturels combustibles sur l’ensemble du département. Ensuite celle établie dans le cadre de la lutte contre la pollution de l’air, qui interdit le brûlage des déchets verts des particuliers. L’écobuage est quant à lui réglementé dans le cadre de commissions locales d’écobuage (CLE)

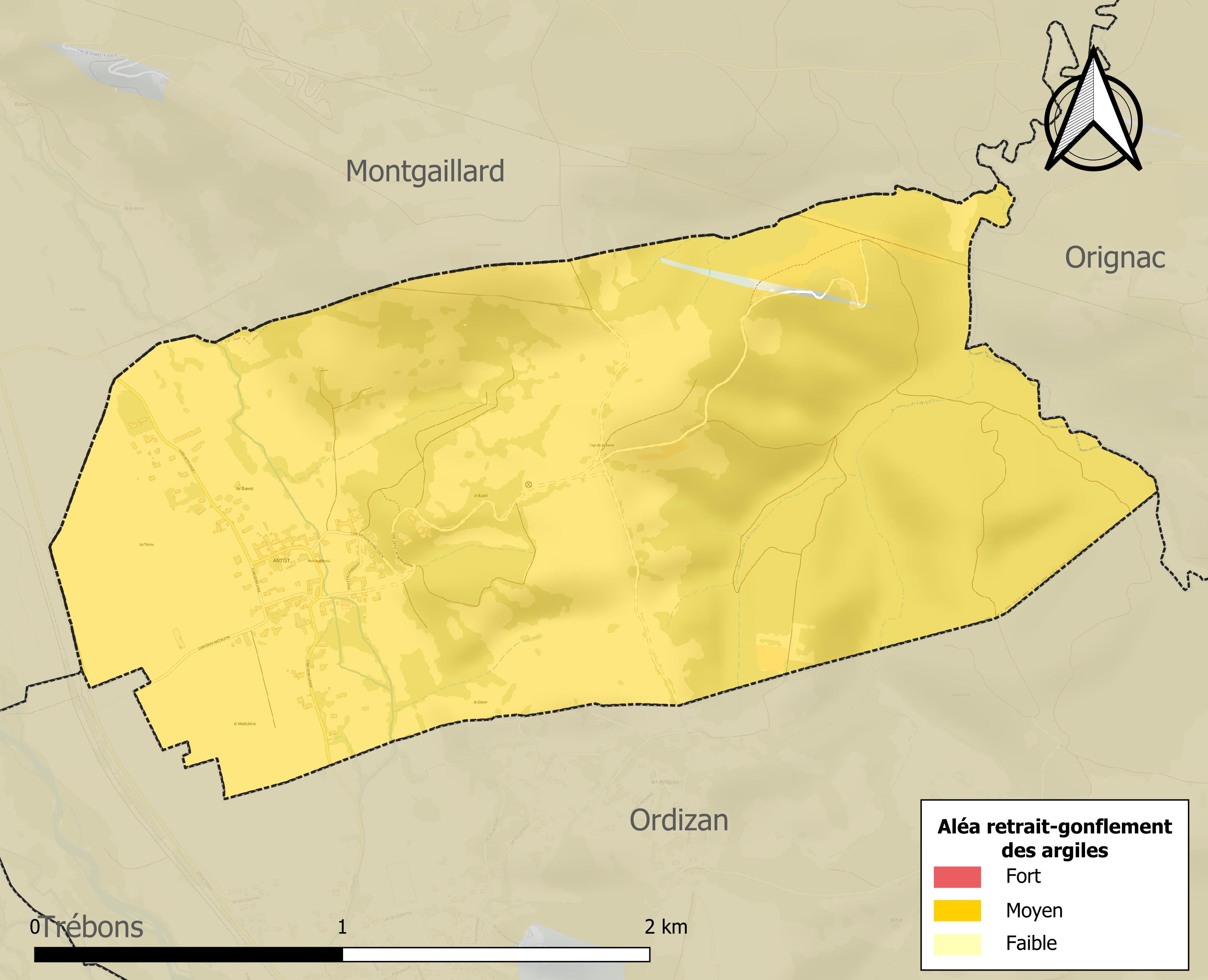
Carte des zones d'aléa retrait-gonflement des sols argileux d'Antist.

Les mouvements de terrains susceptibles de se produire sur la commune sont des tassements différentiels.
Le retrait-gonflement des sols argileux est susceptible d'engendrer des dommages importants aux bâtiments en cas d’alternance de périodes de sécheresse et de pluie. 99,7 % de la superficie communale est en aléa moyen ou fort (44,5 % au niveau départemental et 48,5 % au niveau national). Sur les 73 bâtiments dénombrés sur la commune en 2019, 73 sont en aléa moyen ou fort, soit 100 %, à comparer aux 75 % au niveau départemental et 54 % au niveau national. Une cartographie de l'exposition du territoire national au retrait gonflement des sols argileux est disponible sur le site du BRGM,.
Par ailleurs, afin de mieux appréhender le risque d’affaissement de terrain, l'inventaire national des cavités souterraines permet de localiser celles situées sur la commune.
Concernant les mouvements de terrains, la commune a été reconnue en état de catastrophe naturelle au titre des dommages causés par la sécheresse en 2003 et par des mouvements de terrain en 1999.

## Toponymie

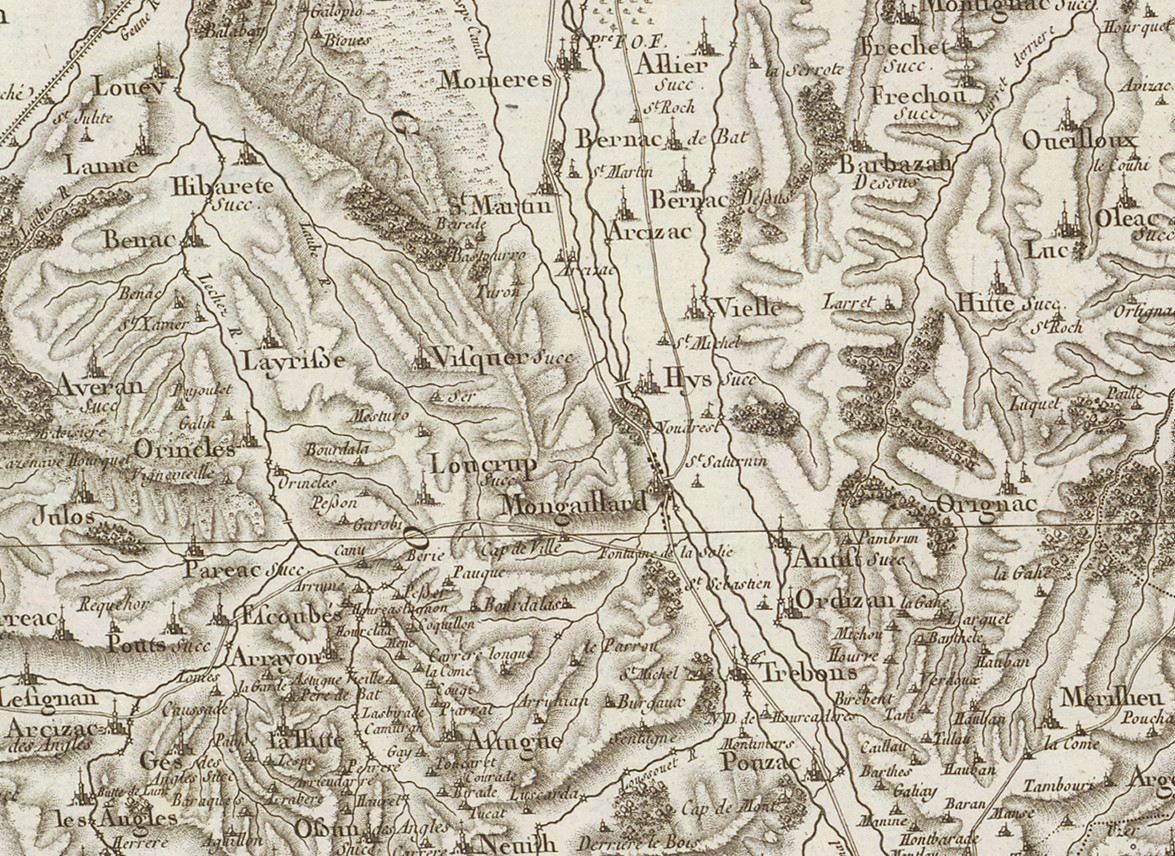
Extrait de la carte de Cassini (entre 1756 et 1789) situant Antist au sud ouest de Montgaillard

On trouvera les principales informations dans le Dictionnaire toponymique des communes des Hautes-Pyrénées de Michel Grosclaude et Jean-François Le Nail qui rapporte les dénominations historiques du village.
Dénominations historiques :
- Antist, (1285, montre Bigorre ; 1313, Debita regi Navarre) ;
- De Antisto, latin (1342, pouillé Tarbes ; 1379, procuration Tarbes) ;
- Antist, (1429, censier de Bigorre) ;
- Antist, (fin XVIIIe siècle, carte de Cassini).

Étymologie : nom de domaine antique, du nom de personnage et latin Antistius.
Nom occitan : Antist.

## Histoire

### Cadastre d'Antist
Le plan cadastral napoléonien d'Antist est consultable sur le site des Archives départementales des Hautes-Pyrénées.

## Politique et administration

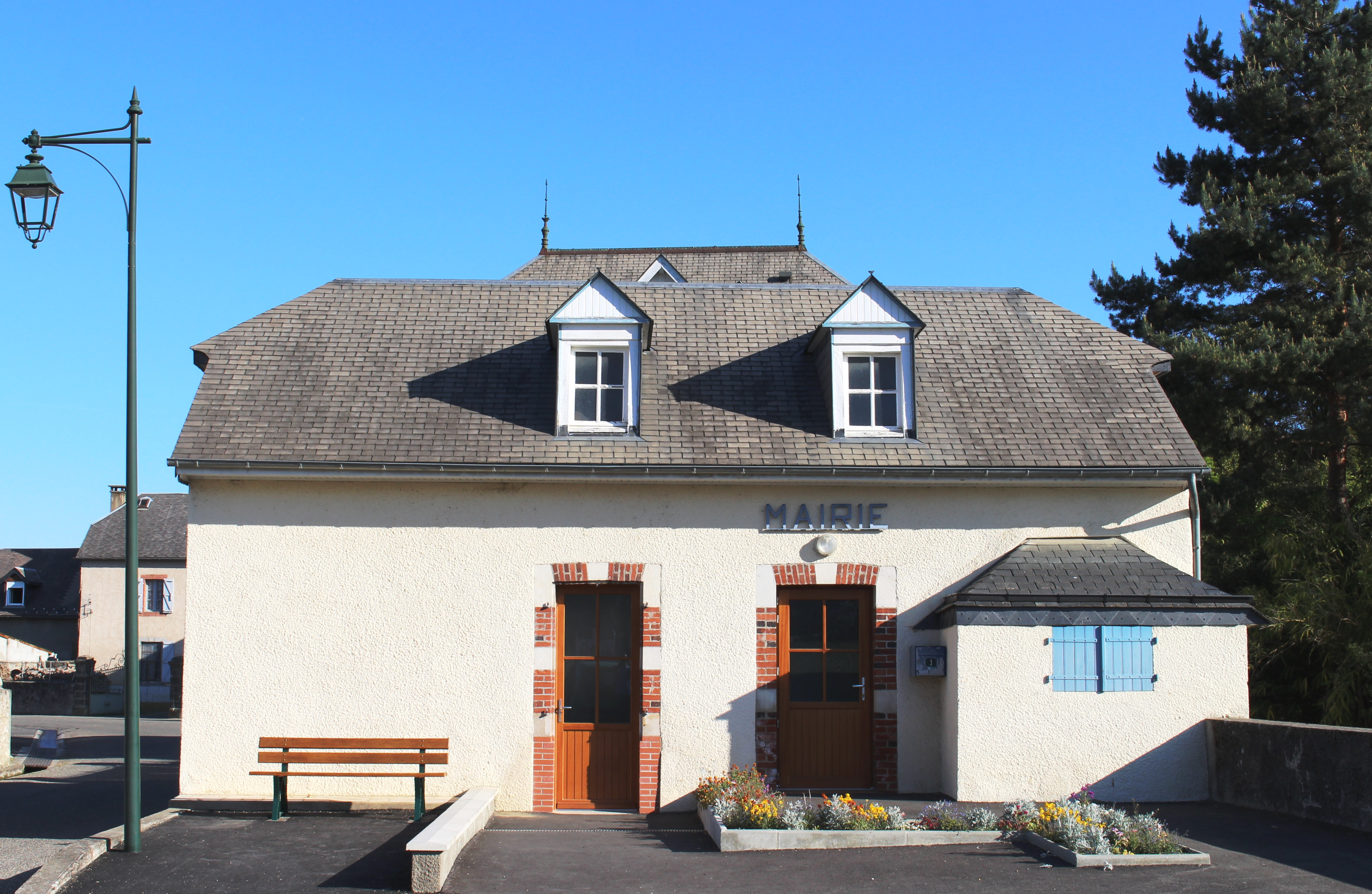
La mairie en 2017.

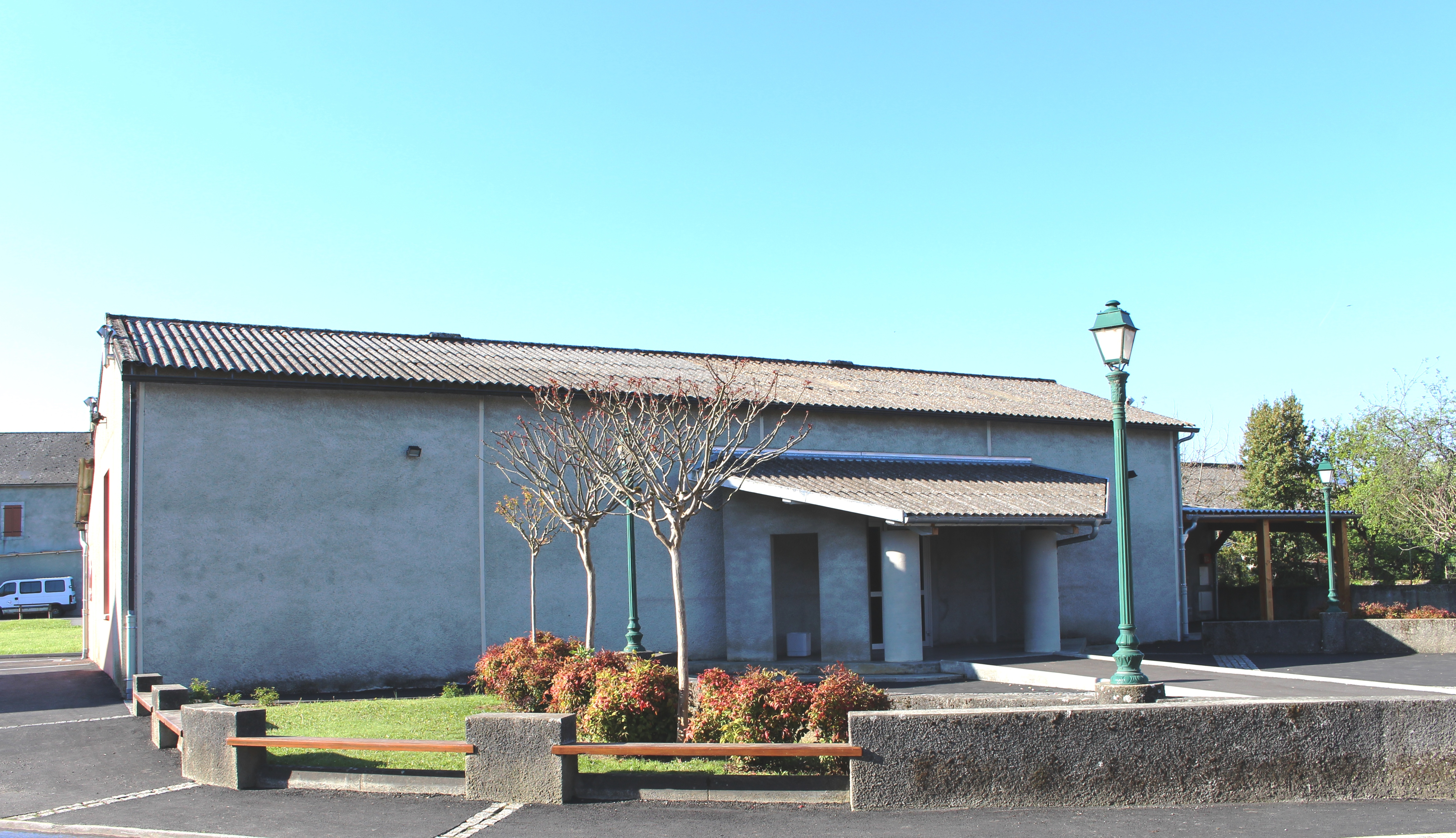
Le foyer rural en 2017.

### Liste des maires
| Période                                  | Période   | Identité        | Étiquette | Qualité  |
| ---------------------------------------- | --------- | --------------- | --------- | -------- |
| Les données manquantes sont à compléter. |           |                 |           |          |
|                                          |           |                 |           |          |
| mars 2001                                | mars 2020 | André Garoby    | PRG       | Retraité |
| mars 2020                                | en cours  | Florent Anglade |           |          |

### Rattachements administratifs et électoraux

#### Historique administratif
Pays et sénéchaussée de Bigorre, quarteron de Bagnères, canton  de Bagnères-de-Bigorre (depuis 1790).

#### Intercommunalité
Antist appartient à la communauté de communes Haute-Bigorre créée en décembre 1994 et qui réunit 24 communes.

## Population et société

### Démographie

#### Évolution démographique
L'évolution du nombre d'habitants est connue à travers les recensements de la population effectués dans la commune depuis 1793. Pour les communes de moins de 10 000 habitants, une enquête de recensement portant sur toute la population est réalisée tous les cinq ans, les populations de référence des années intermédiaires étant quant à elles estimées par interpolation ou extrapolation. Pour la commune, le premier recensement exhaustif entrant dans le cadre du nouveau dispositif a été réalisé en 2007.

En 2022, la commune comptait 187 habitants, en évolution de +9,36 % par rapport à 2016 (Hautes-Pyrénées : +1,59 %, France hors Mayotte : +2,11 %).
| 1793 | 1800 | 1806 | 1821 | 1831 | 1836 | 1841 | 1846 | 1851 |
| ---- | ---- | ---- | ---- | ---- | ---- | ---- | ---- | ---- |
| 162  | 149  | 164  | 157  | 194  | 192  | 174  | 195  | 193  |

| 1856 | 1861 | 1866 | 1872 | 1876 | 1881 | 1886 | 1891 | 1896 |
| ---- | ---- | ---- | ---- | ---- | ---- | ---- | ---- | ---- |
| 176  | 185  | 182  | 171  | 163  | 148  | 138  | 138  | 137  |

| 1901 | 1906 | 1911 | 1921 | 1926 | 1931 | 1936 | 1946 | 1954 |
| ---- | ---- | ---- | ---- | ---- | ---- | ---- | ---- | ---- |
| 141  | 123  | 132  | 108  | 104  | 91   | 90   | 88   | 98   |

| 1962 | 1968 | 1975 | 1982 | 1990 | 1999 | 2006 | 2007 | 2012 |
| ---- | ---- | ---- | ---- | ---- | ---- | ---- | ---- | ---- |
| 85   | 91   | 88   | 99   | 111  | 106  | 129  | 132  | 140  |

| 2017 | 2022 | - | - | - | - | - | - | - |
| ---- | ---- | - | - | - | - | - | - | - |
| 181  | 187  | - | - | - | - | - | - | - |

### Enseignement
La commune dépend de l'académie de Toulouse. Elle ne dispose plus d'école en 2016.

## Économie

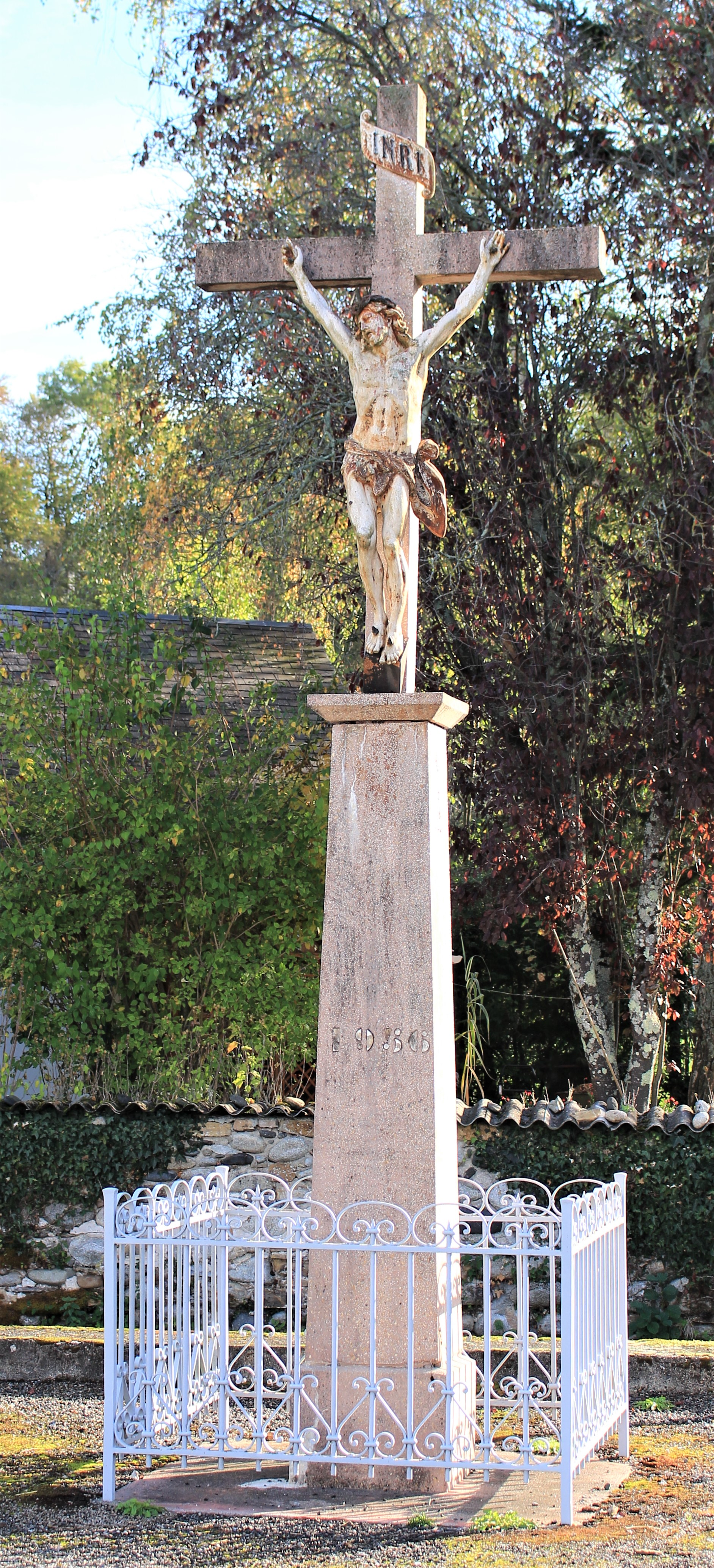
Une croix.

### Revenus
En 2018, la commune compte 62 ménages fiscaux, regroupant 170 personnes. La médiane du revenu disponible par unité de consommation est de 24 380 € (20 420 € dans le département).

### Emploi
| Division       | 2008  | 2013  | 2018  |
| -------------- | ----- | ----- | ----- |
| Commune        | 9,1 % | 5,6 % | 6,6 % |
| Département    | 7,7 % | 9,4 % | 9,8 % |
| France entière | 8,3 % | 10 %  | 10 %  |

En 2018, la population âgée de 15 à 64 ans s'élève à 107 personnes, parmi lesquelles on compte 82,1 % d'actifs (75,5 % ayant un emploi et 6,6 % de chômeurs) et 17,9 % d'inactifs,. En  2018, le taux de chômage communal (au sens du recensement) des 15-64 ans est inférieur à celui de la France et du département, alors qu'en 2008 la situation était inverse.
La commune fait partie de la couronne de l'aire d'attraction de Tarbes, du fait qu'au moins 15 % des actifs travaillent dans le pôle,. Elle compte 10 emplois en 2018, contre 8 en 2013 et 12 en 2008. Le nombre d'actifs ayant un emploi résidant dans la commune est de 80, soit un indicateur de concentration d'emploi de 12,5 % et un taux d'activité parmi les 15 ans ou plus de 64 %.
Sur ces 80 actifs de 15 ans ou plus ayant un emploi, 8 travaillent dans la commune, soit 10 % des habitants. Pour se rendre au travail, 93,8 % des habitants utilisent un véhicule personnel ou de fonction à quatre roues, 1,3 % les transports en commun, 2,5 % s'y rendent en deux-roues, à vélo ou à pied et 2,5 % n'ont pas besoin de transport (travail au domicile).

## Culture locale et patrimoine

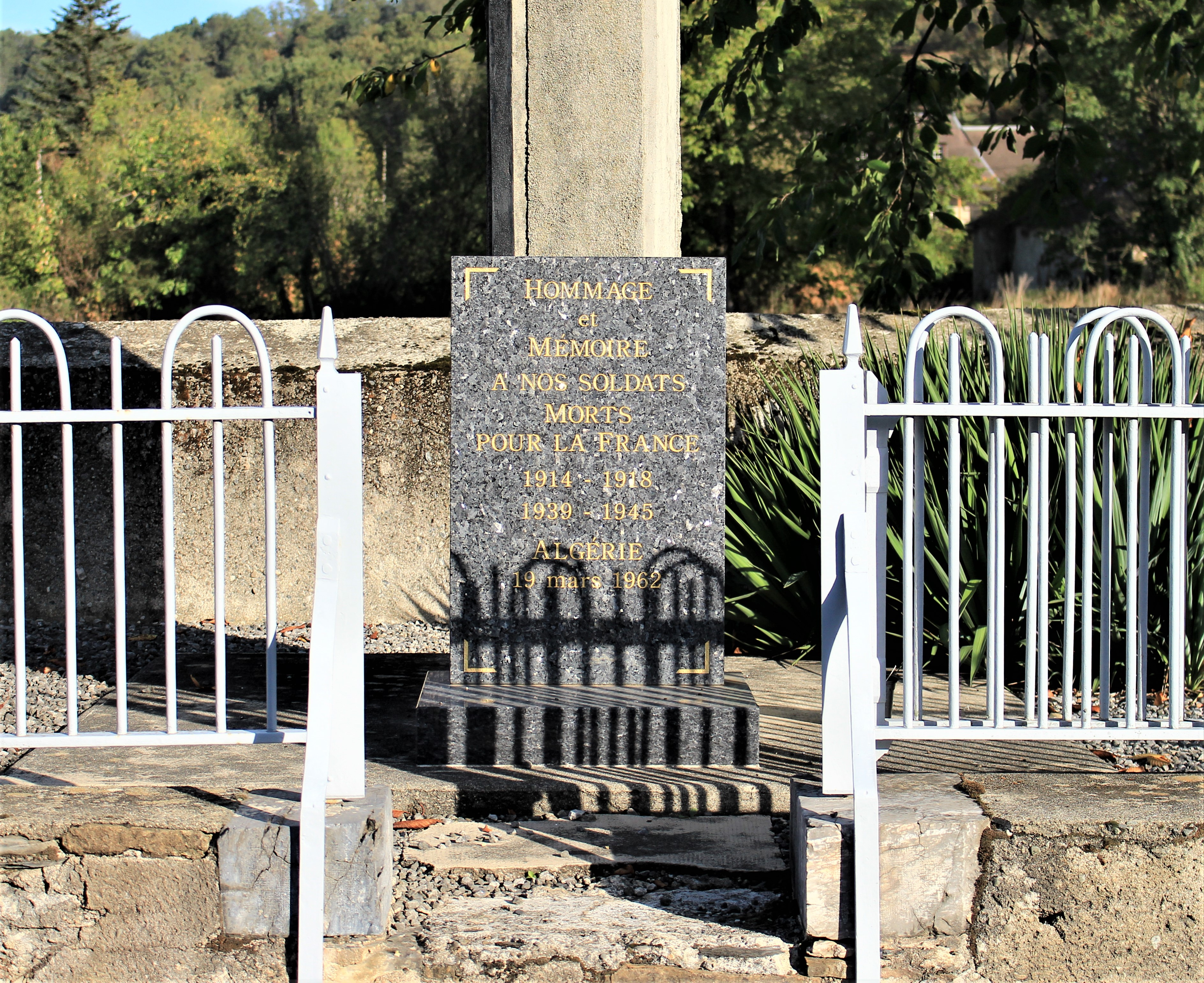
Le monument aux morts municipal.

### Lieux et monuments
- Église Saint-Martin d'Antist.

Sélection de vues de l'église Saint-Martin en 2017.
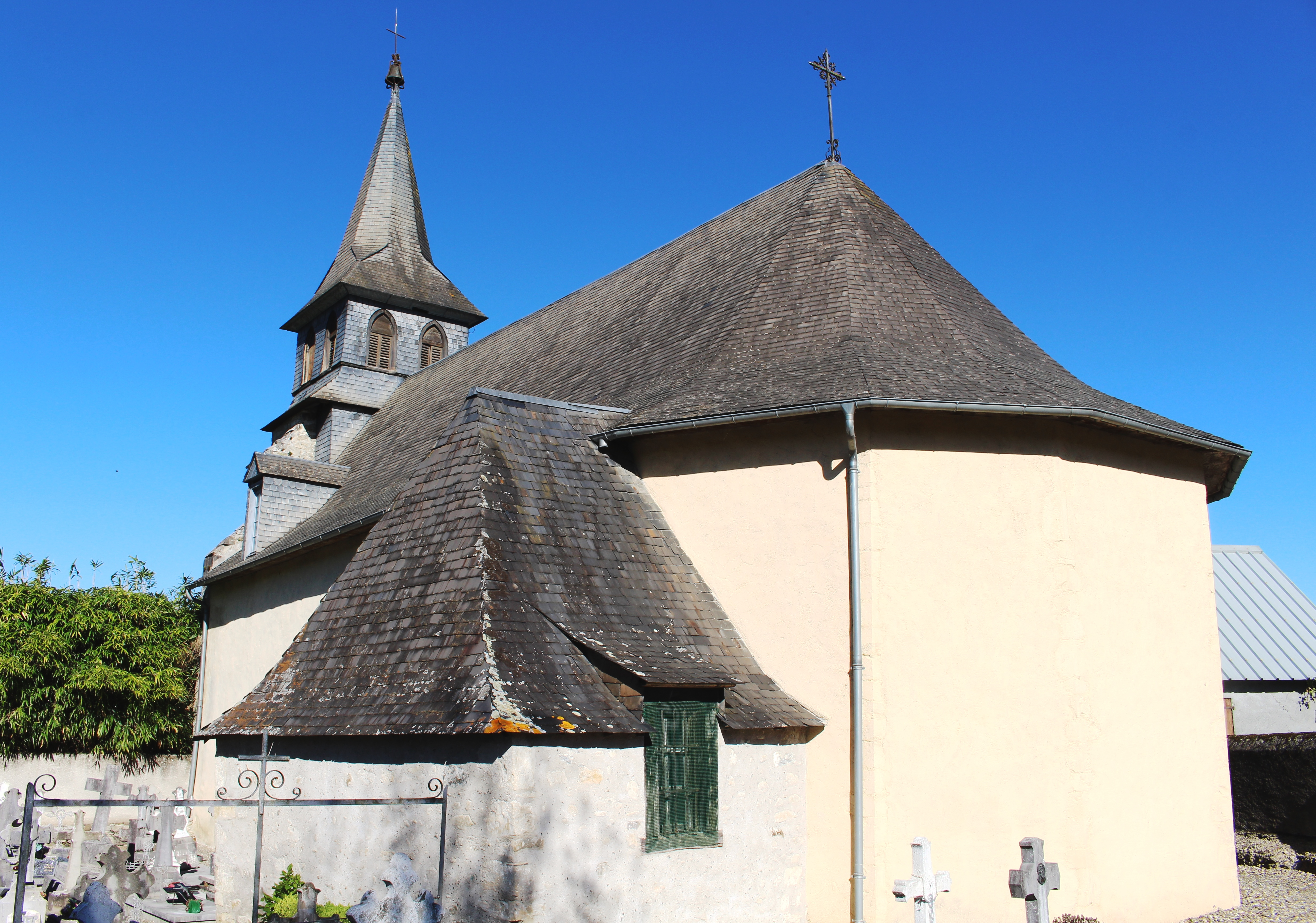
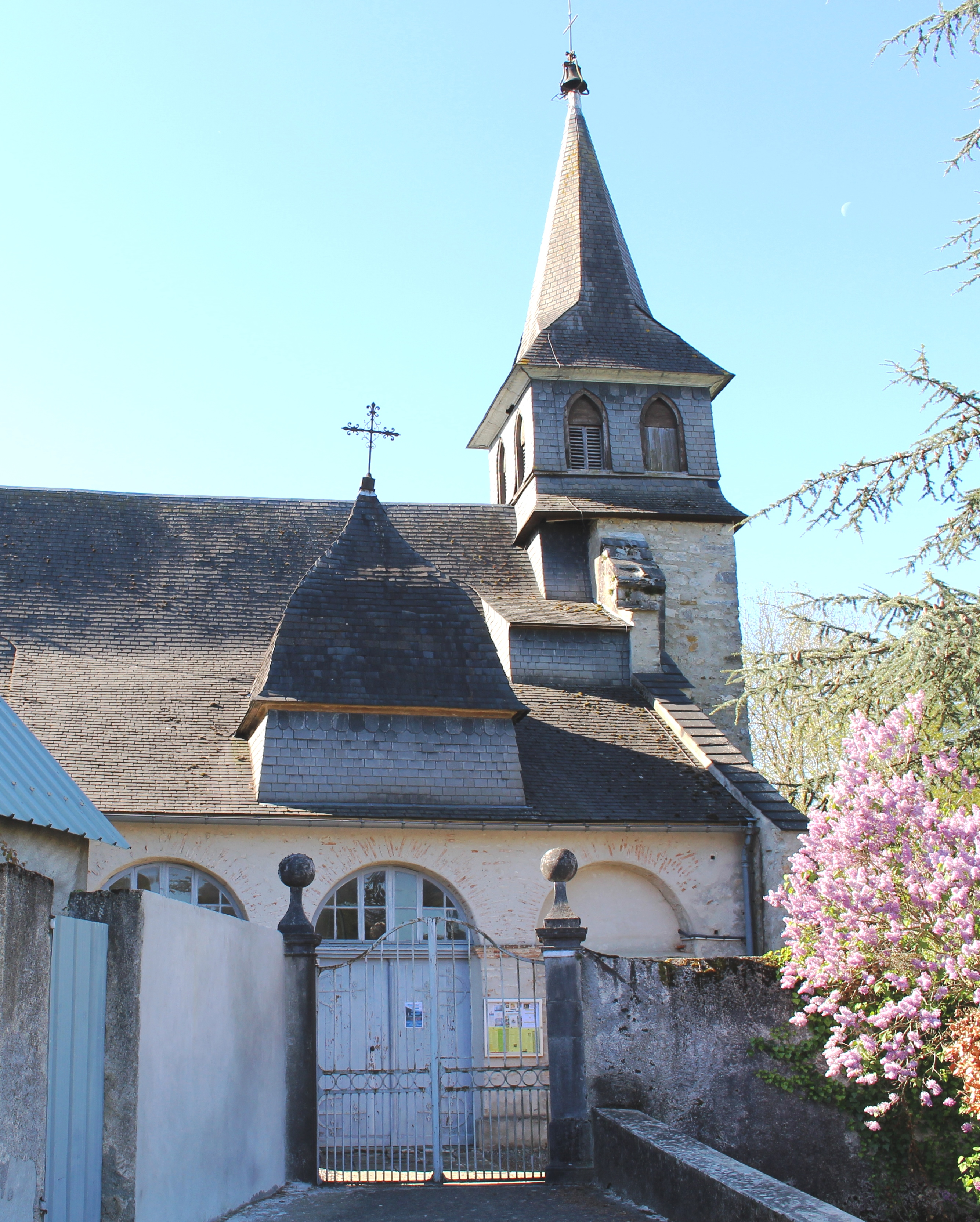

### Héraldique
| Blason | Blasonnement : Écartelé : au premier et au quatrième d'azur aux trois croissants d'argent, au chef d'or chargé de trois glands de sinople, au deuxième de gueules au mont d'argent, au chef du même chargé de trois étoiles d'azur, au troisième d'argent aux trois merlettes de sable. |